# Німець Анастасія
Анастасі́я Ні́мець (* 1993) — українська стрільчиня. Чемпіонка та срібна призерка чемпіонатів Європи.

## З життєпису
Народилась 1993 року. Тренується у Львівській школі вищої спортивної майстерності та ФСТ «Динамо» України. Спеціалізується у стрільбі зі стандартного малокаліберного пістолета на дистанції 25 метрів.
- Чемпіонат Європи зі стрільби 2021 (Осієк) — срібна медаль;
- Чемпіонат Європи зі стрільби 2022 (Вроцлав) — золота медаль;
- Кубок світу зі стрільби 2023 (Перу) — срібна нагорода;[2]
- Чемпіонат Європи зі стрільби 2024 (Осієк) — срібна медаль — скорострільний пістолет.[3]